# Radio Télévision Catholique Belge
Radio Télévision Catholique Belge (RTCB) produceert de katholieke radio- en televisieprogramma's die uitgezonden worden op de Franstalige openbare omroep RTBF. 
De RTCB werd in 1930 opgericht als de Radio Catholique Belge (R.C.B.) en staat anno 2005 onder leiding van Philippe Mawet.